# 슈퍼헤비급 (종합격투기)
슈퍼헤비급은 체중 제한이 없는 체급이다. 하지만 보통은 120kg (265 lb) 이상의 체중을 가리킨다. 이는 네바다주 체육 위원회에서 정한 것이다.

## 설명
유럽이나 아시아에서는 무제한급 경기를 슈퍼헤비급 경기로 개최하는 많은 프로모션이 있다. 종합격투기 단체가 체급을 시행할 법적인 의무가 없는 일본에서는 아주 큰 선수와 훨씬 작지만 기술이 더 능숙한 선수를 대결시키는 테마로 많은 무제한급 경기가 열렸다. 미국에서는 체급간 경기가 주 법으로 금지된 경우가 있어, 슈퍼헤비급 경기는 120kg 이상의 선수가 두 명 필요하다. 하지만 로드 FC, MFC, M-1 글로벌, DREAM 등의 단체들의 무제한급을 제외하고 메이저급 단체가 슈퍼헤비급을 지지한 적은 거의 없다. 과거 UFC, WEC, 임팩트 FC, 아드레날린 MMA 등의 단체에서 몇몇 슈퍼헤비급 경기를 개최했다.

## 참조
1. ↑  “Nevada Revised Statutes: CHAPTER 467 - UNARMED COMBAT”. 《http://www.leg.state.nv.us》 (영어). 2007년 2월 20일에 확인함. |work=에 외부 링크가 있음 (도움말)